# Давидов Сергій Хачатурович
Сергій Хачатурович Давидов (рос. Сергей Хачатурович Давыдов; нар. 30 серпня 1952) — радянський футболіст, нападник.

## Життєпис
Народився 30 серпня 1952 року. Грав у футбол на позиції нападника. У 1970 році потрапив до заявки майкопської «Дружби», яка виступала в другій лізі, але жодного разу не виходив на поле. У 1972 році виступав на тому ж рівні за «Звейнієкс» з Лієпаї. У вище вказаному сезоні входив у заявку бакинського «Нафтчі», але за головну команду не грав, обмежився виступами у турнірі дублерів, де забив 1 м'яч.
1973 року входив до заявки єреванського «Арарату», але знову не зміг дебютувати у вищій лізі. 1974 року перейшов до одеського «Чорноморця», але за два сезони зіграв у вищій лізі лише 3 матчі. Виступав за дубль, забив 9 м'ячів. 1976 року входив у заявку «Арарата» у весняному та осінньому чемпіонатах СРСР, але не зіграв жодного матчу. У тому ж сезоні провів 17 поєдинків у першій лізі у складі ризької «Даугави». 1977 року виступав за рижан у другій лізі, зіграв 15 матчів. Також входив у заявку ленінградського «Динамо», але не брав участь у поєдинках.
1978 року перебрався до владимирського «Торпедо», де забив 7 м'ячів у другій лізі. 1979 року провів один матч у першій лізі за ленінградське «Динамо», але більшу частину сезону відіграв у другій лізі за «Даугаву», відзначився 3-ма голами в 36 матчах. Залишився в «Даугаві» й наступного року. У 1981—1991 роках виступав у чемпіонаті Латвійської РСР за ризький «Целтнієкс». У 1992 році, після того, як команду перейменували на СМ-ДСК, грав у її складі в першій лізі чемпіонату Латвії.